# Balkan Elite Road Classics
El Balkan Elite Road Classics és una competició ciclista d'un dia que es disputa a Albània. La sortida i arribada es troba a la ciutat d'Elbasan. Des del 2016 forma part de l'UCI Europa Tour, amb una categoria 1.2.

## Palmarès
| Any  | Vencedor     | Segon        | Tercer      |
| ---- | ------------ | ------------ | ----------- |
| 2016 | Eugert Zhupa | Redi Halilaj | Iltjan Nika |